# Libra (banda)
Libra es una banda de rock formada en Santiago de Chile en el año 2002, formada actualmente por el vocalista Jaime Fernández, el guitarrista César Ascencio y el baterista Gabriel Oporto (Ex-Asamblea internacional del fuego). En sus años de carrera, Libra ha lanzado tres álbumes de estudio: Su debut homónimo en el año 2004, seguido de Vol II, El Efecto en el 2007 y el más reciente, Entre Ángeles y Demonios en el 2010.
El estilo musical de la banda es considerado rock alternativo, aunque en sus primeros años la banda mezcló metal alternativo y nu metal, aunque más adelante se apreció una banda más melódica, asociada al hard rock. Con la melodía como eje principal, Libra busca el equilibrio entre el peso y la suavidad, explorando delicadas atmósferas contrastadas con potentes riffs y partes electrónicas.
Libra ha participado como apoyo para The Rasmus (2006), Carajo (2006), Eths (2008), Paramore (2011) y System Of A Down (2011), estos últimos escogieron a Libra para ser teloneros. En marzo de 2009 abrieron el show de Mike Patton & Zu y Chris Cornell, en el segundo día del Pepsi Fest, en Santiago de Chile, siendo elegidos como banda telonera mediante votaciones a través de Internet.
Libra se posicionó como la banda más pedida en MTV LA, superando a Metallica, The Rasmus, Fall Out Boy y Oasis. En el recuento Los 100 + Pedidos del 2008, Libra se posicionó en el #56 con el video Solo Por Hoy y en el #15 con Ojos Del Amanecer. En un recuento de MTV llamado "SMB: Rockeando Duro", transmitido el 29 de mayo de 2011, Libra ocupó el lugar #6 con el video Quieres Más.

## Biografía

### Inicios (2002-2003)
Libra nació a mediados del 2002, por César Ascencio (guitarra), Luis Lemus (bajo) y Christian Ahués (batería). Luego de un largo proceso de audiciones para ocupar el puesto de cantante, César y Jaime Fernández se encuentran de forma fortuita en una jornada en "La Batuta", cuando Jaime acababa de llegar de una estadía de dos años en EE. UU., donde estuvo cantando en la banda de Virginia "Red Pill Down", quedando seleccionado como vocalista el trabajo de composición comenzó al día siguiente de dicha jornada. 
Entre diciembre del mismo año y enero de 2003, la banda entró a estudio, grabando el EP Libra, este contenía cuatro canciones, y Marcha Atrás fue lanzado como sencillo, su videoclip superó las expectativas de la banda, consiguiendo excelente rotación en el canal Via X y la cadena internacional MTV LA.

### Álbum debut (2004-2006)
Luego de tener presentaciones en vivo, Libra comenzó en enero del 2004 a registrar lo que sería su primer disco, terminando en junio. Su álbum homónimo salió a la luz en agosto del 2004, bajo el sello independiente "Bolchevique Records". Los videos de Un Día Más y Llévame rotaron en el MTV latino y Vía X, además de radios locales, siendo Llévame catalogado como hit radial, tras tener una fuerte rotación en Radio Rock&Pop.
Libra estuvo de gira promocionando su trabajo, pasando por la ciudad de Santiago, destacándose el "Galpón Víctor Jara", el "Teatro Novedades", un show acústico para "Rockaxis TV" en UCV, y un show con transmisión en línea a través de Radio Universidad de Chile, el 6 de noviembre de 2004, donde se presentaron trece temas del disco. Además, Libra compartió escenario con la banda argentina Carajo y los finlandeses The Rasmus.

### Vol. II, El Efecto(2007-2009)
En el segundo semestre del 2006, Libra grabó su segundo álbum de estudio. En abril del año 2007 se lanzó Vol II, El Efecto. El álbum lanzó cuatro sencillos: Quieres Más (2007), Sólo por Hoy (2008), Owjos del Amanecer (2008) y Simplemente (2009). El espectáculo de lanzamiento del disco fue en el "Galpón Víctor Jara".
Gracias a la promoción de la banda y su aparición en "Los 10 + Pedidos", programa de MTV, Libra logró una gira por México en el 2008, donde estuvieron cerca de un mes por diversas ciudades, además de tener atención de prensa y revistas. Fueron invitados a "Los Premios MTVLA" 2008, grabando una serie de videos para la sección "MTV 15 días".
El 25 de marzo de 2009, Libra es la banda escogida por el público (mediante votaciones vía internet) para ser la banda telonera en el concierto de Mike Patton & Zu y Chris Cornell, dentro del Pepsi Fest, realizado en el Movistar Arena. El 11 de julio, Libra terminó la promoción de su álbum para enfocarse en uno nuevo. El 28 de julio, se presentaron en el programa "Sin Dios Ni Late" de Zona Latina, donde interpretaron Simplemente.
En octubre de 2009, Libra se presentó en Bogotá, Colombia. También estuvieron presentes en los Premios MTV Bogotá y en los Premios Shock.

### Entre Ángeles y Demonios(2010-presente)
El 24 de diciembre de 2009, Libra publicó en su MySpace el demo Maligno como regalo para sus fanes, disponible cuatro días. El 25 de octubre de 2010, Libra lanzó un nuevo sencillo, Somos Dos. El 28 de noviembre de 2010 en el evento "Pulsar2010" (primer mercado de la música hecho en Chile), Libra se presentó con las bandas Bonzo y Robot The Mimbre. Cada banda tocó tres canciones y Libra presentó Un Día Más (con Pablo Aranda, bajista de Robot The Mimbre como invitado), Somos Dos y Quieres Más (ambas con Luis Lemus, exbajista de la banda, como invitado).
El 19 de diciembre de 2010 se anunció vía Facebook que lanzarían trescientas copias especiales de su nuevo álbum, a reservar vía correo electrónico. Luego de un largo trabajo en estudio, Entre Ángeles y Demonios fue lanzado oficialmente el 31 de diciembre de 2010. Desde el 10 de mayo de 2011, estuvo disponible en tiendas en línea como "Tienda Música Chilena" y "Portaldisc".
Mediante Humonegro.com y Rockaxis.com se dieron a conocer seis bandas, para después de un showcase una de estas participar en el Lollapalooza Chile, entre ellas Libra. La audición se realizó el 11 de enero en "La Batuta", donde Libra presentó Simplemente, Ojos Del Amanecer y Somos Dos.
El 26 de febrero, Libra participó como soporte con la banda Paramore, realizado en "Espacio Riesco" con más de diez mil personas, la banda tuvo una buena aceptación, hasta de la misma vocalista de la banda, Hayley Williams. Mario García, de la banda Papanegro participó como bajista para la banda. El 30 de marzo, Libra participó en la segunda fecha del concierto "Ciclo Bolchevique Records", tocaron doce temas, dos de ellos nuevos, Siempre Estaré Acá y El Puñal de su nuevo álbum. Libra estrenó su álbum completamente en vivo el 19 de noviembre de 2011, en la Sala SCD del Mall Plaza Vespucio. Al día siguiente se presentan en el escenario acústico de la feria musical Pulsar. 
En noviembre de 2011 se registró el compilado "Bolchevique Sessions", un DVD en vivo del sello discográfico grabado en HD, donde Libra compartió junto a Bonzo, Robot The Mimbre y Tenemos Explosivos. El compilado fue lanzado el 22 de marzo de 2011, ese día, Libra se presentó en "La Batuta" en promoción del compilado de su casa discográfica, al final del show, Libra invitó a Juan José Sánchez y a René Sánchez de la banda Tenemos Explosivos para tocar el final del tema Nuestro Secreto, con un total de cuatro guitarristas en el escenario.
El día 21 de marzo, Libra estuvo invitado al programa RockaxisTV, donde aparte de conversar sobre la banda, tocan y promocionan temas de su nuevo álbum y también sus temas clásicos.
El día 10 de abril, es anunciado vía Facebook oficial de la banda que el nuevo sencillo es "Todo El Poder" y que será promocionado con un videoclip.
El jueves 24 de abril se presentan en el programa "Escena Local" de Radio Santo Tomás, donde aparte de hablar de su carrera como banda, tocan en formato acústico los temas "Simplemente" e "Invisibles".
El día 23 de junio se presentan en Sala Master junto a la banda Chivo Mañoso.
El viernes 6 de julio de 2012 lanzan Todo El Poder / Versiones Acústicas (EP) de forma gratuita en su sitio web oficial. Esta es la primera grabación oficial con Libra que hace el baterista Gabriel Oporto.
El 20 de julio anuncian vía Facebook que por primera vez serán parte de la banda sonora de una película. En este caso es la película chilena "Victoria".
La noche del 30 de agosto es la fecha elegida para publicar vía Facebook, un adelanto del que será su nuevo video, del sencillo "Todo El Poder".
El estreno oficial del video fue el miércoles 5 de septiembre también vía Facebook.
El domingo 9 de septiembre César y Gabriel van al programa Back To Rock, donde los entrevistan y muestran el nuevo video "Todo El Poder".
El día lunes 24 de septiembre estuvieron de invitados en el programa Red Hot Chilean People que conduce Alfredo Lewin en el canal VIA X HD. Fueron entrevistados y tocaron 5 temas en versión acústica.
El jueves 8 de noviembre se presentan en La Batuta, donde celebran sus 10 años de trayectoria. Tocaron 16 canciones, donde repasaron temas de sus tres discos y dos EP.

### Hiatus(2022 - presente)
El 8 de junio de 2022 mediante una publicación en su página de Instagram, informan de su hiatus como grupo.

## Miembros
| Miembros actuales - Jaime Fernández - voces (desde 2002) - César Ascencio - guitarras, teclados, coros (desde 2002) - Gabriel Oporto - batería, percusión (desde 2011) Miembros anteriores - Cristóbal Orozco - batería, percusión (2009-2011) - Deborah Salas - bajo, coros (2008-2009) - Luis Lemus - bajo, contrabajo, coros (2002-2008) - Christián Ahués - batería, percusión (2002-2009) - Pablo González - teclados, sintetizadores, coros (2002-2005) | Miembros actuales de apoyo - César Ramírez - guitarra rítmica, coros (desde 2011) Miembros anteriores de apoyo - Sebastián Osorio - bajo (2012) - Luis Lemus - bajo, contrabajo, coros (2010-2012) - Mario García - bajo (2011) - Ra Díaz - bajo (2009) |

## Discografía
Álbumes de estudio
- Libra (2004)
- Vol II, El Efecto (2007)
- Entre Ángeles y Demonios (2010)
- Resiliente (2017)

EP
- Libra (2003)
- Todo El Poder / Versiones Acústicas (EP) (2012)

Sencillos
- Un Día Más (2003)
- Llévame (2003)
- Quieres Más (2007)
- Sólo Por Hoy (2008)
- Ojos del Amanecer (2008)
- Somos Dos (2010)
- Todo El Poder (2012)

- La Bala (2015)
- Nuestro Plan (2017)
- Hoy Viviremos (2017)

Apariciones en Compilatorios & Covers
- 20 Days (En Vivo) (Agregada al compilatorio 'Back To School, 2004)
- Viajar (Lucybell, Cover 2005).
- La Pinta (Café Tacvba, Cover 2009).
- Bolchevique Sessions (Grabado en vivo, dirigido por César Ascencio y Juan José Sánchez, para Bolchevique Records, 2012)
- Esperando un Adiós (Paranoia Colectiva, Tributo BBS Paranoicos, 2016).

## Videografía
| Año  | Canción             | Director                                         |
| ---- | ------------------- | ------------------------------------------------ |
| 2003 | "Marcha Atrás"      | Álvaro Ceppi                                     |
| 2003 | "Un Día Más"        | Álvaro Ceppi                                     |
| 2005 | "Llévame"           | Ricardo Olguín                                   |
| 2007 | "Quieres Más"       | Álvaro Ceppi                                     |
| 2008 | "Sólo Por Hoy"      | Juan Francisco Olea                              |
| 2008 | "Ojos Del Amanecer" | Juan Francisco Olea y Jimmy Fernández            |
| 2009 | "Simplemente"       | MTV México                                       |
| 2012 | "Todo El Poder"     | Jimmy Fernández, César Ascencio y Gianni Valente |